# 100% Lucha: Unificación de Títulos
100 % Lucha: Unificación de Títulos fue la primera presentación de 100% Lucha en el Luna Park, un evento de lucha libre profesional. Tuvo lugar el 30 de diciembre del 2007, desde el Estadio Luna Park, en Capital Federal, Argentina. El tema principal del evento era demostrar quien era el mejor de los campeones. El espectáculo fue conducido por Leo Montero, relatado por Eduardo Husni y comentado por Osvaldo Principi.

## Clasificados
| Puesto | Luchador            | Puntos |
| ------ | ------------------- | ------ |
| 1º     | Vicente Viloni      | 31     |
| 2º     | Gorutta Jones       | 30     |
| 3º     | Cara de Máscara     | 28     |
| 4º     | Tito Morán          | 25     |
| 5º     | Tte. Murphy         | 24     |
| 6º     | La Masa             | 22     |
| 7º     | Dorival Santos      | 21     |
| 8º     | Hip Hop Man         | 20     |
| 9      | Fabrizzio Delmónico | 18     |
| 10º    | Musambe Tutu        | 14     |
| 11º    | Sodrak              | 13     |
| 12º    | Rot Wailer          | 13     |
| 13º    | Chucho Baigorria    | 12     |
| 14º    | Delivery Boy        | 12     |
| 15º    | Tortícolis          | 12     |
| 16º    | Mc Floyd            | 11     |
| 17º    | Ron Doxon           | 10     |
| 18º    | Felino              | 9      |
| 19º    | Mosca               | 8      |
| 20º    | Johnny Wave         | 7      |
| 21º    | Jorge Torresi       | 6      |
| 22º    | Manolo Murrieta     | 5      |
| 23º    | Dr. Calambre        | 3      |
| 24º    | Ofidius             | 2      |
| 25º    | Sir Peter Lawrence  | 2      |

|  |                                                 |
|  | Clasificados a Cuartos de final como campeones. |

|  |                                         |
|  | Clasificados a la lucha de eliminación. |

|  |                                                         |
|  | Técnicamente clasificado pero no participó en el evento |

## Luchas
-Tito Morán ganó El Royal Rumble y el último lugar en el Torneo de Unificación:
| Entradas | Entradas            | Eliminado por | Eliminado por           | Elim. |
| -------- | ------------------- | ------------- | ----------------------- | ----- |
| 1        | Felino              | 1             | Cara de Mascara         | 0     |
| 2        | Cara de Mascara     | 3             | Fabrizzio Delmónico     | 2     |
| 3        | Dorival Santos      | 2             | Cara de Mascara         | 0     |
| 4        | Fabrizzio Delmónico | 4             | Rot Wailer              | 1     |
| 5        | Musambe Tutu        | 6             | Rot Wailer y Tito Morán | 0     |
| 6        | Rot Wailer          | 7             | Ron Doxon               | 3     |
| 7        | Tito Morán          | –             | Ganador                 | 3     |
| 8        | Johnny Wave         | 5             | Rot Wailer              | 0     |
| 9        | Chucho Baigorria    | 9             | Tortícolis              | 0     |
| 10       | Ron Doxon           | 8             | Tito Morán              | 1     |
| 11       | Tortícolis          | 11            | Tito Moran              | 1     |
| 12       | Mosca               | 10            | Tito Morán              | 0     |

-Vicente Viloni ganó el Torneo de Unificación, venciendo en última instancia a La Masa
|  | Cuartos de final        | Cuartos de final        |              |  | Semifinales             | Semifinales             |  |  | Final                   | Final                   |  |
|  | 30 de diciembre de 2007 | 30 de diciembre de 2007 |              |  | 30 de diciembre de 2007 | 30 de diciembre de 2007 |  |  | 30 de diciembre de 2007 | 30 de diciembre de 2007 |  |
|  |                         |                         |              |  |                         |                         |  |  |                         |                         |  |
|  |                         |                         |              |  |                         |                         |  |  |                         |                         |  |
|  | Vicente Viloni          |                         |              |  |                         |                         |  |  |                         |                         |  |
|  |                         |                         |              |  |                         |                         |  |  |                         |                         |  |
|  | Gorutta Jones           |                         |              |  |                         |                         |  |  |                         |                         |  |
|  |                         | Vicente Viloni          |              |  |                         |                         |  |  |                         |                         |  |
|  |                         |                         |              |  |                         |                         |  |  |                         |                         |  |
|  |                         |                         | Tte. Murphy  |  |                         |                         |  |  |                         |                         |  |
|  | Hip Hop Man             |                         |              |  |                         |                         |  |  |                         |                         |  |
|  |                         |                         |              |  |                         |                         |  |  |                         |                         |  |
|  | Tte. Murphy             |                         |              |  |                         |                         |  |  |                         |                         |  |
|  |                         |                         |              |  |                         | Vicente Viloni          |  |  |                         |                         |  |
|  |                         |                         |              |  |                         |                         |  |  |                         |                         |  |
|  |                         |                         | La Masa      |  |                         |                         |  |  |                         |                         |  |
|  | La Masa                 |                         |              |  |                         |                         |  |  |                         |                         |  |
|  |                         |                         |              |  |                         |                         |  |  |                         |                         |  |
|  | Mc Floyd                |                         |              |  |                         |                         |  |  |                         |                         |  |
|  |                         | La Masa                 |              |  |                         |                         |  |  |                         |                         |  |
|  |                         |                         |              |  |                         |                         |  |  |                         |                         |  |
|  |                         |                         | Delivery Boy |  |                         |                         |  |  |                         |                         |  |
|  | Delivery Boy            |                         |              |  |                         |                         |  |  |                         |                         |  |
|  |                         |                         |              |  |                         |                         |  |  |                         |                         |  |
|  | Tito Morán              |                         |              |  |                         |                         |  |  |                         |                         |  |
|  |                         |                         |              |  |                         |                         |  |  |                         |                         |  |
|  |                         |                         |              |  |                         |                         |  |  |                         |                         |  |

Cuartos de Final
- Viloni venció a Gorutta Jones por pinfall, tras noquearlo y lograr la puesta de espaldas.
- Steve Murphy venció a Hip Hop Man por pinfall, tras un Sitout Powerbomb.
- La Masa venció a Mc Floyd por KO, tras un Mandoble Descendente.
- Brian Sánchez venció a Tito Morán por pinfall, tras un Springboard Splash.

Semifinales
- Viloni venció a Murphy por sumisión, tras una Palanca Diapasón.
- La Masa venció a Sánchez por KO, tras un Mandoble Descendente.

Final
- Viloni venció a La Masa por pinfall, tras un Vuelo del Águila Rubia.

### Tabla de Puestos
| Luchador | Luchador            | Fase final | Eliminación | Total |
| -------- | ------------------- | ---------- | ----------- | ----- |
| 1º       | Vicente Viloni      | 9          | -           | 9     |
| 2º       | La Masa             | 6          | -           | 6     |
| 3º       | Teniente Murphy     | 3          | -           | 3     |
| 4º       | Delivery Boy        | 3          | -           | 3     |
| 5º       | Gorutta Jones       | 0          | -           | 0     |
| 6º       | Hip Hop Man         | 0          | -           | 0     |
| 7º       | Mc Floyd            | 0          | -           | 0     |
| 8º       | Tito Morán          | 0          | 4           | 4     |
| 9º       | Tortícolis          | X          | 0           | 0     |
| 10º      | Johnny Wave         | X          | 0           | 0     |
| 11º      | Musambe Tutu        | X          | 0           | 0     |
| 12º      | Rot Wailer          | X          | 0           | 0     |
| 13º      | Ron Doxon           | X          | 0           | 0     |
| 14º      | Dorival Santos      | X          | 0           | 0     |
| 15º      | Cara de Máscara     | X          | 0           | 0     |
| 16º      | Fabrizzio Delmónico | X          | 0           | 0     |
| 17º      | Mosca               | X          | 0           | 0     |
| 18º      | Felino              | X          | 0           | 0     |
| 19º      | Chucho Baigorria    | X          | 0           | 0     |

- Datos: Q5649625